# Dadal, Khentii
Dadal (tiếng Mông Cổ: Дадал) là một sum của tỉnh Khentii tại miền đông Mông Cổ. Vào năm 2010, dân số của sum là 2.612 người.

## Lịch sử
Đây là một trong những khu vực được cho là nơi sinh của Thành Cát Tư Hãn. Có một bức tượng vinh danh ông trên địa bàn sum.

## Địa lý
Sum giáp với các sum Bayan-Adarga, Binder và Norovlin, cùng với tỉnh láng giềng Dornod và Nga. Trung tâm sum, Bayan-Ovoo, nằm cách tỉnh lỵ Öndörkhaan 254 km và cách thủ đô Ulaanbaatar 585 km.
Than và muối được phát hiện trên địa bàn sum.
Động vật có gấu, hươu, nai.

### Khí hậu
Khu vực này có khí hậu cận Bắc Cực. Nhiệt độ trung bình hàng năm ở khu vực xung quanh là 1 °C. Tháng ấm nhất là tháng 7, khi nhiệt độ trung bình là 22 °C và lạnh nhất là tháng 1, với -22 °C. Lượng mưa trung bình hàng năm là 541 mm. Tháng mưa nhiều nhất là tháng 7, với lượng mưa trung bình 127 mm và khô nhất là tháng 2, với lượng mưa 2 mm.

## Kinh tế
Sum có một trường học, một bệnh viện và một trung tâm văn hóa.

## Giao thông
Dadal có sân bay Dadal, một sân bay nhỏ với một đường băng chưa trải nhựa.